# Launay-sur-Calonne
Pour les articles homonymes, voir Launay.
Launay-sur-Calonne est une ancienne commune du département du Calvados, rattachée en 1860 à celle de Saint-Julien-sur-Calonne.

## Toponymie
La Calonne est une rivière.

## Histoire
Au XVe siècle, la paroisse avait pour seigneur Guillaume Vippart. Il fut inhumé, ainsi que son épouse Jacqueline de Brucourt, dans l'ancienne église Notre-Dame du Vieux-Launay.
La commune fut supprimée en 1860 et partagée entre les communes de Pont-l'Évêque et Saint-Julien-sur-Calonne.

## Culture locale et patrimoine

### Lieux et monuments
- Manoir du Vieux-Launay du XVIIe siècle.
- Ancien manoir presbytéral, prés de l'ancienne église.
- Ancienne église Notre-Dame du Vieux-Launay du XIIIe siècle.

### Personnalités liées à la commune
Jean-Jacques-François Mollien y est mort en 1820.